# Yoshino (provincie)
Yoshino (芳野監, Yoshino-gen) is een voormalige provincie van Japan, gelegen in het zuiden van de huidige prefectuur Nara.

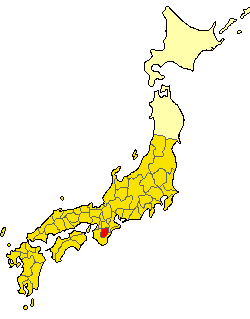
Kaart van de voormalige Japanse provincies met Yoshino in het rood

Yoshino bestond slechts uit één district: Yoshino (吉野郡). In tegenstelling tot de andere provincies had Yoshino de naam “gen” (監), in plaats van de naam die elke andere provincie gebruikte: “kuni” (国). De provincie heeft slechts kort bestaan, van ca. 716 tot ca. 738. Het maakte voor deze tijd deel uit van de provincie Yamato. Na 738 werd de provincie weer bij Yamato gevoegd.
Aki · Awa (Kanto) · Awa (Shikoku) · Awaji · Bingo · Bitchu · Bizen · Bungo · Buzen · Chikugo · Chikuzen · Chishima · Dewa · Echigo · Echizen · Etchu · Fusa · Harima · Hi · Hida · Hidaka · Higo · Hitachi · Hizen · Hoki · Hyuga · Iburi · Iga · Iki · Inaba · Ise · Ishikari · Iwaki (718) · Iwaki (1868) · Iwami · Iwase · Iwashiro · Iyo · Izu · Izumi · Izumo · Kaga · Kai · Kawachi · Kazusa · Keno · Kibi · Kii · Kitami · Koshi · Kozuke · Kushiro · Mikawa · Mimasaka · Mino · Musashi · Mutsu · Nagato · Nemuro · Noto · Oki · Omi · Oshima · Osumi · Owari · Rikuchu · Rikuzen · Riukiu · Sado · Sagami · Sanuki · Satsuma · Settsu · Shima · Shimōsa · Shimotsuke · Shinano · Shiribeshi · Suo · Suruga · Suwa · Tajima · Tamba · Tane · Tango · Teshio · Tokachi · Tosa · Totomi · Toyo · Tsukushi · Tsushima · Ugo · Uzen · Wakasa · Yamashiro · Yamato · Yoshino